# IKOB – Museum für zeitgenössische Kunst
Das IKOB – Museum für zeitgenössische Kunst ist eine Kulturinstitution in Eupen in der Provinz Lüttich/Belgien, der größten Stadt in der Deutschsprachigen Gemeinschaft von Ostbelgien. Die Gründung erfolgte 1993 durch Francis Feidler als „IKOB – internationales Kunstzentrum Ostbelgien“ und wurde 2005 auf die heutige Bezeichnung umbenannt. Seitdem ist das IKOB das einzige Kunstmuseum in der Deutschsprachigen Gemeinschaft Belgiens.

## Geschichte
Nachdem Anfang der 1990er-Jahre der Eupener Schlachthof am Rotenbergplatz stillgelegt worden war, entstanden seitens der Politiker Pläne, diesen zu einem Kulturzentrum umzubauen. Zwecks Umsetzung dieser Pläne wurde von der Exekutive der Deutschsprachigen Gemeinschaft zusammen mit dem freigestellten Kunstlehrer Francis Feidler am 16. Februar 1993 das „IKOB – internationales Kunstzentrum Ostbelgien“ gegründet, das als Dachverband für die Koordinierung und Neuaufstellung der Eupener Kulturszene im Bereich der zeitgenössischen Kunst die Organisation übernahm. Mangels fester Räumlichkeiten in den ersten Jahren wurden zunächst überwiegend nur Kunstausstellungen und -veranstaltungen in öffentlichen Parkanlagen oder in gemieteten Räumen angeboten.
Durch die Skulpturenausstellungen „Kontakt 93“ zur Eröffnung im Jahr 1993, an der u. a. Guillaume Bijl, Jacques Charlier, Ann Veronica Janssens, Bernd Lohaus und Berlinde De Bruyckere teilnahmen, sowie im Besonderen durch die Ausstellung „Volle Scheunen“ im Jahr 1997 erlangte das IKOB internationale Aufmerksamkeit, da unter dem Zuspruch des Documenta-Organisators Manfred Schneckenburger renommierte Künstler wie Tony Cragg, Ugo Dossi, Wolfgang Nestler, Maik und Dirk Löbbert oder Marie Jo Lafontaine verpflichtet werden konnten.
Schließlich konnte das IKOB ab dem Jahr 1999 eine feste Bleibe vis à vis gegenüber dem alten Schlachthof in der Straße „Rotenberg“ anmieten, dessen Umbauten selbst sich noch bis 2015 hinauszögern sollten, und mit eigenen Mitteln eine Lagerhalle als hellen und geräumigen Ausstellungsraum einrichten. Dadurch war das IKOB ab 2003 in der Lage, eine eigene Sammlung aufzubauen, in der inzwischen mehr als 400 Werke von renommierten Künstlern und Künstlerinnen aus Belgien, den Niederlanden, Frankreich, Luxemburg und Deutschland vertreten sind, darunter beispielsweise Günther Förg, Joachim Bandau und Kati Heck. Diese Sammlung wurde unter anderem 2008 im Palais des Beaux-Arts de Bruxelles, im Museum of Young Art in Wien sowie 2009 im Museum van Bommel van Dam in Venlo als „The ikob Collection – in progress“ präsentiert. Im Jahr 2010 konnte das IKOB seine Räume vergrößern und entsprechend um- und ausbauen, so dass Platz geschaffen wurde für die IKOB-Sammlung als Dauerausstellung sowie für die jährlichen Wechselausstellungen.
Anfang 2013 übernahm die französische Kunsthistorikerin und Kuratorin Maïté Vissault die Leitung des IKOB von Francis Feidler. Nachdem sie im Jahr 2015 zusammen mit Marcel Berlanger und Adrien Lucca ihre letzte Ausstellung im IKOB kuratiert hatte, wechselte sie nach Brüssel, wo sie die Leitung des „Institut supérieur pour l’étude du langage plastique“ (ISELP) in Brüssel übernahm.
Als ihr Nachfolger beim IKOB in Eupen wurde ab 2016 der deutsche Kunstwissenschaftler Frank-Thorsten Moll verpflichtet Er führte unter anderem die „Künstlergespräche“ und die Reihe „Moll trifft“ ein, bei denen in lockerer Runde bekannte Persönlichkeiten interviewt werden, darunter Gerhard Thiele (2016) sowie Herbert Ruland und Klaus Sames (2017). Ebenso öffnete er das IKOB für die Aufführungen kleinerer Kammertheaterstücke wie beispielsweise im Jahr 2016 für das Stück Die Gerechten von Albert Camus mit Schauspielern des Euro Theaters Central Bonn. Des Weiteren wurden vom IKOB Musikaufführungen organisiert wie beispielsweise in Zusammenarbeit mit den OstbelgienFestival 2017 das Konzert Bilder einer Ausstellung in einem Arrangement für Bläserquintett und Klavier sowie 2017 das Konzert „Glorious Bodies“ mit Paul Pankert und in den Jahren 2017 und 2019 das „Meakusma-Festival“. Darüber hinaus fanden und finden im IKOB laufend zahlreiche Workshops, Familiensonntage, Filmvorführungen unter anderem im Rahmen des Projekts „docfest on tour“, sowie Lesungen und Vorträge statt.

## Wechselausstellungen
Seit seiner Eröffnung und vor allem schwerpunktmäßig seit seinem Einzug in die eigenen Räume veranstaltet das IKOB neben seiner permanenten Ausstellung jährlich mehrfach wechselnde und thematisch variierende Einzel- und Gruppenausstellungen, an denen Künstlerinnen und Künstler aus ganz Europa teilnehmen. So waren bisher unter anderem Werke von Horst Keining und Alice Smeets, ferner Luc Tuymans, Anne-Mie van Kerckhoven, Roger Raveel und vor allem Jonathan Meese (alle 2012) zu sehen, dessen Kunstwerk das IKOB als erste belgische Institution präsentierte. Des Weiteren wurden Werke von Jan Fabre und Paul Schwer (2013) sowie Ulrike Rosenbach (2014) und Jürgen Claus (2016) ausgestellt.
Unter Leitung von Frank-Thorsten Moll wurde im Jahr 2017 das Thema „Ressentiment“ behandelt. Das Jahr 2018 stand unter dem Thema „Pragmatismus und Selbstorganisation“ Ein Jahr später konzentrierte sich das Museum auf das Thema „Feminismus“ und untersuchte die eigene Sammlung hinsichtlich der Geschlechtergerechtigkeit.

## Kunstpreis
Seit 2005 wird in der Regel alle drei, ab 2011 alle vier Jahre der mit bis zu 5000 Euro dotierte internationale „IKOB–Kunstpreis für junge bildende Künstler und Künstlerinnen“ bis 45 Jahre verliehen. Preisträger waren in der Folge unter anderem Stefanie Klingemann (2005), Ralph Cüpper (2008) und Kati Heck (2011). Im Jahr 2015 fand eine Doppelwertung in den Kategorien Euregio Maas-Rhein mit 3000 Euro und International mit 5000 Euro statt.
Im Jahr 2019 wurde der Preis zweckbestimmt als „IKOB-Kunstpreis für feministische Kunst“ ausgeschrieben. Es handelte sich dabei um den weltweit ersten Preis für „feministische Kunst“, der sowohl Künstlerinnen als auch Künstler anspricht. Die Gewinnerin des 1. Preises war die englische Videokünstlerin Helen Anna Flanagan. Weitere Preisträgerinnen waren Julia Lübbecke und Andrea Radermacher-Mennicken.